# Lijst van werken van Lieve Verschuier
Deze lijst geeft een overzicht van de werken van de 17e-eeuwse Rotterdamse kunstenaar Lieve Verschuier (1627-1686).

## Schilderijen
Alle schilderijen zijn uitgevoerd in olieverf. Omdat de meeste schilderijen niet zijn gedateerd, zijn de werken thematisch geordend. 
De volgnummers in de kolom "cat." verwijzen naar de oeuvrelijst in:
- Jeroen Giltaij (2002): Lieve Verschuier (1627-1686). Een Rotterdamse scheepsbeeldhouwer en schilder, in: Schatkamer. Veertien opstellen over maritiem-historische onderwerpen aangeboden aan Leo M. Akveld bij zijn afscheid van het Maritiem Museum Rotterdam, Franeker: Van Wijnen, p. 66-81

| Afbeelding | Titel | Datering      | Signatuur                                 | Drager           | h × b (cm)                     | Verblijfplaats                                                                                    | cat. |
| ---------- | --- | ------------- | ----------------------------------------- | ---------------- | ------------------------------ | ------------------------------------------------------------------------------------------------- | ---- |
|            | Morgenstond of: Italiaanse kust in de morgen (pendant van cat. 2)                                                        | ca. 1680      | LvS                                       | paneel           | 17,5 × 23,5                    | Rotterdam, Museum Boijmans Van Beuningen inv. 1903 (OK)                                           | 1    |
|            | Zonsondergang of: Italiaanse kust bij avond (pendant van cat. 1)                                                         | ca. 1680      | LvS                                       | paneel           | 18,2 × 23,5                    | Rotterdam, Museum Boijmans Van Beuningen inv. 1904 (OK)                                           | 2    |
|            | Schepen voor Rotterdam (pendant van cat. 4)                                                                              |               | LVerschuier                               | doek             | 79 × 116                       | Badminton (Gloucestershire), Duke of Beaufort                                                     | 3    |
|            | Schepen voor de kust (pendant van cat. 3)                                                                                |               | L.V.                                      | doek             | 79 × 116                       | Badminton (Gloucestershire), Duke of Beaufort                                                     | 4    |
|            | Haringbuizen en een fregat (pendant van cat. 6)                                                                          |               |                                           | paneel           | 58,3 × 82                      | particuliere collectie (kunsthandel Rob Kattenburg, Amsterdam, 2001)                              | 5    |
|            | Twee kagen voor anker en vissers in een sloep (pendant van cat. 5)                                                       |               |                                           | paneel           | 58,3 × 82                      | particuliere collectie (kunsthandel Rob Kattenburg, Amsterdam, 2001)                              | 6    |
|            | De aankomst van koning Karel II van Engeland te Rotterdam op 24 mei 1660                                                 | ca. 1660-1665 | LVerschuier                               | doek             | 124 × 225                      | Amsterdam, Rijksmuseum Amsterdam inv. SK-A-448                                                    | 7    |
|            | Aankomst van koning Karel II van Engeland in Rotterdam, 24 mei 1660 (?)                                                  |               |                                           | doek             | 82 × 99                        | particuliere collectie                                                                            | 8    |
|            | Het kielhalen, volgens overlevering, van de scheepschirurgijn van admiraal Jan van Nes                                   | ca. 1660-1686 | LVerschuier                               | doek             | 106 × 159                      | Amsterdam, Rijksmuseum Amsterdam inv. SK-A-449                                                    | 9    |
|            | De Vierdaagse Zeeslag, 1-4 juni 1666                                                                                     | na 1666       |                                           | paneel           | 57,2 × 82,5                    | Londen (Greenwich), National Maritime Museum inv. BHC0288                                         | 10   |
|            | Gezicht op Nijmegen vanuit het oosten                                                                                    | ca. 1665-1675 | L.Verschuier                              | doek             | 102 × 158                      | Nijmegen, Valkhof Museum inv. 1989.10.3                                                           | 11   |
|            | Schepen op de Maas voor Rotterdam                                                                                        |               | –                                         | doek             | 82 × 111,8                     | Rotterdam, Museum Boijmans Van Beuningen inv. 1902 (OK)                                           | 12   |
|            | Aankomst van een voornaam gezelschap in Rotterdam                                                                        | ca. 1670      | L.Verschuier                              | paneel           | 47,5 × 99,5                    | Rotterdam, Museum Rotterdam inv. 61810-A-B                                                        | 13   |
|            | Schepen bij een steiger                                                                                                  |               | L.Verschuier                              | doek             | 59 × 79,5                      | particuliere collectie (kunsthandel Rob Kattenburg, Amsterdam, 2000)                              | 14   |
|            | Statenjacht van Willem II op de rede van een stad (Dordrecht?)                                                           |               | (gesigneerd)                              | doek             | 107 × 156                      | particuliere collectie (Christie's, Londen, 8 december 1989)                                      | 15   |
|            | Schepen voor Rotterdam                                                                                                   | 1661          | LVerschuier 1661                          | doek             | 83,5 × 134                     | München, Schloss Schleißheim inv. 5524                                                            | 16   |
|            | Schepen op kalm water bij aanlegsteiger                                                                                  |               | L.Verschuier                              | doek             | 46,5 × 59,5                    | particuliere collectie (Wiener Kunstauktion, 1 oktober 1996)                                      | 17   |
|            | De Zeven Provinciën voor Rotterdam                                                                                       |               | L.Verschuier                              | doek             | 104 × 157                      | particuliere collectie (Tefaf, Maastricht, 1992)                                                  | 18   |
|            | Het kalefaten van een schip, op de voorgrond een weyschuit                                                               | ca. 1660-1686 | L.Verschuier                              | paneel           | 37,5 × 49                      | Amsterdam, Rijksmuseum Amsterdam inv. SK-C-253                                                    | 19   |
|            | De walvisvaarder Prins Willem op de Maas bij Rotterdam                                                                   |               | L.Verschuier                              | doek             | 95 × 140                       | particuliere collectie (kunsthandel Rob Kattenburg, Amsterdam, 1989)                              | 20   |
|            | Schepen voor de kust |               |                                           | doek             | 108,7 × 165,6                  | particuliere collectie (coll. J.H. Visser, Rotterdam, 1977)                                       | 21   |
|            | Schepen op zee | ca. 1660-1670 |                                           | paneel           | 59,5 × 83,5                    | Warschau, Nationaal Museum van Warschau inv. 158301                                               | 22   |
|            | Schepen voor Italiaanse haven (links twee reusachtige classicistische en gotische gebouwen, rechts schepen voor de kust) |               |                                           | ?                | ? × ?                          | onbekend (The Burlington Magazine, januari 1921)                                                  | 23   |
|            | Hollandse driemaster in een baai bij zonsondergang                                                                       |               | L/schuir                                  | doek             | 48,3 × 64,3                    | Parijs, Fondation Custodia, collectio Frits Lugt                                                  | 24   |
|            | Schepen bij zonsondergang, rechts kust, op de voorgrond grote veerschuit met vee                                         |               |                                           | paneel           | 59 × 82,5                      | particuliere collectie (Sotheby's, New York, 21 januari 1982)                                     | 25   |
|            | Schepen voor de kust bij zonsondergang                                                                                   |               | (gesigneerd)                              | doek             | 48 × 62                        | particuliere collectie (VS)                                                                       | 26   |
|            | Zeelui lossen een schip, bij zonsopgang                                                                                  |               | LVS                                       | doek             | 55,8 × 65,5                    | particuliere collectie (Christie's, Amsterdam, 9 mei 2000)                                        | 27   |
|            | Schepen bij zonsondergang, woeste lucht                                                                                  |               |                                           | paneel           | 37,5 × 48,5                    | Providence, Rhode Island School of Design Museum                                                  | 28   |
|            | Ondergaande zon boven het water met schepen                                                                              |               | valse signatuur: Claude Gelée / Roma 1668 | doek             | 46 × 63                        | onbekend (1924; toegeschreven aan Claude Lorrain)                                                 | 29   |
|            | Schepen bij zonsondergang                                                                                                |               | LVS                                       | paneel           | 17 × 22,8                      | Rome, Gallerie Nazionali d'Arte Antica                                                            | 30   |
|            | Schepen bij spectaculaire zonsondergang                                                                                  |               | L.Verschuier                              | doek             | 38 × 49,5                      | particuliere collectie (Sotheby's, Londen, 20 oktober 1982)                                       | 31   |
|            | Schepen bij zonsondergang                                                                                                |               | (gesigneerd)                              | doek             | 45,5 × 60                      | onbekend (1902)                                                                                   | 32   |
|            | Grote schepen bij hoge rotskust links                                                                                    |               | L.V.                                      | doek             | 130 × 111,5                    | Northampton (Massachusetts), Smith College Museum of Art                                          | 33   |
|            | Zeegezicht |               |                                           | doek             | 63 × 71                        | particuliere collectie (Sotheby's, Londen, 22 mei 1985)                                           | 34   |
|            | Stormachtige zee |               | L.Verschuier                              | doek             | 85 × 112                       | Koblenz, Mittelrhein-Museum                                                                       | 35   |
|            | Riviergezicht |               |                                           | doek             | 103 × 125                      | München, Alte Pinakothek inv. 1607                                                                | –    |
|            | Riviergezicht |               | Versch... / A. Cuyp                       | paneel           | 89 × 122                       | onbekend (veiling Mensing, Amsterdam, 15 november 1938)                                           | 36   |
|            | Monding van een rivier                                                                                                   |               |                                           | doek             | 51,7 × 88,7                    | particuliere collectie                                                                            | 37   |
|            | Twee schepen op stormachtige zee                                                                                         |               | L.Verschuier                              | paneel           | 32,5 × 48                      | particuliere collectie (Sotheby's, Londen, 14 december 2000)                                      | 38   |
|            | Het vertrek van Abraham Crijnssen naar West-Indië in 1666                                                                | na 1666       | LVerschuier                               | doek             | 85 × 130                       | Vaduz, collectie Prins van Liechtenstein inv. GE 945                                              | 39   |
|            | Zeeslag tussen de Hollandse vloot en piraten                                                                             | ca. 1670      | L.Verschuier                              | doek             | 145 × 215                      | Londen (Greenwich), National Maritime Museum inv. BHC0849                                         | 40   |
|            | Een Hollands statenjacht                                                                                                 |               | (gesigneerd)                              | doek             | 51 × 81,5                      | Londen (Greenwich), National Maritime Museum inv. BHC1675                                         | 41   |
|            | Kalme zee met links havenhoofd                                                                                           |               |                                           | doek             | 65,5 × 83,5                    | Lyon, Musée des Beaux-Arts                                                                        | 42   |
|            | Mediterraan kustlandschap bij zonsopgang                                                                                 |               | L.Ver/schuier                             | paneel           | 35,8 × 47,6                    | particuliere collectie (Christie's, Londen, 4 Juli 1997, lot 223)                                 | 43   |
|            | Mediterraan kustlandschap bij zonsondergang                                                                              |               |                                           | doek             | 81 × 115                       | particuliere collectie (1998) – voorheen (tot 1979) Badminton (Gloucestershire), Duke of Beaufort | 44   |
|            | Zonsondergang |               | (gesigneerd)                              | paneel           | 28 × 35                        | particuliere collectie                                                                            | 45   |
|            | naar Simon de Vlieger (1649; Wenen): Het bezoek van Frederik Hendrik aan de oorlogsvloot in juni 1646                    | 1663          | (gesigneerd) 1663                         | doek             | 85 × 114                       | particuliere collectie (1991)                                                                     | 46   |
|            | Schepen aan de kust, links bomen                                                                                         |               | Lvv                                       | paneel           | 23 × 33 (circa) (9? × 13 inch) | onbekend (1956)                                                                                   | 47   |
|            | Afbranden van een schip links                                                                                            |               | LVS                                       | doek             | 55 × 86,3                      | particuliere collectie (1993)                                                                     | 48   |
|            | Een walvisvaarder op de Nieuwe Maas bij Rotterdam                                                                        |               |                                           | doek             | 89 × 113                       | Philadelphia, Philadelphia Museum of Art, collectie John G. Johnson                               | 49   |
|            | Stormachtige zee |               |                                           | paneel           | 37,5 × 49                      | particuliere collectie/onbekend (1976)                                                            | 50   |
|            | Haven bij Rotterdam (schepen voor de Ooster Oude Hoofdpoort)                                                             |               | L.Verschuier                              | doek             | 53,5 × 83                      | Lissabon, Museu Nacional de Arte Antiga inv. 1231                                                 | 51   |
|            | Avond aan het water met koe                                                                                              |               | (gesigneerd)                              | paneel           | 38 × 33 (circa) 15? × 13 inch  | onbekend (1963)                                                                                   | 52   |
|            | Kust met links bomen, rechts een jacht                                                                                   |               | L.Verschuier                              | doek             | 83 × 108                       | particuliere collectie (1976)                                                                     | 53   |
|            | Strandgezicht met vissers                                                                                                |               | L.Verschuier                              | paneel           | 62 × 81                        | onbekend (1894)                                                                                   | 54   |
|            | Zee bij zonsondergang |               |                                           | paneel           | 26 × 35                        | Duinkerke, Musée des beaux-arts de Dunkerque                                                      | 55   |
|            | Zeegezicht |               |                                           | doek             | 70 × 100 (circa)               | Blois, Musée des Beaux-Arts de Blois (Kasteel van Blois)                                          | 56   |
|            | Avondzon over het water met schepen                                                                                      |               |                                           | paneel           | 30,5 × 40,6                    | particuliere collectie (1977)                                                                     | 57   |
|            | Schepen met jacht, voor Rotterdam (?)                                                                                    |               |                                           | doek             | 87 × 160                       | onbekend (1950/51)                                                                                | 58   |
|            | Haven bij Dordrecht (?)                                                                                                  |               | (gesigneerd)                              | doek             | 89 × 114                       | onbekend (1954)                                                                                   | 59   |
|            | Veerschuit aan de kust, ossenwagen op voorgrond, links bomen                                                             |               | L.Verschuier                              | doek             | 89,5 × 114                     | particuliere collectie                                                                            | 60   |
|            | Kust met links grote steen met sculptuur van twee figuren, rechts roeiboot met figuren                                   |               | LVS                                       | paneel           | 20 × 27                        | onbekend (1959)                                                                                   | 61   |
|            | Twee zeilschepen bij haven                                                                                               |               | (gesigneerd)                              | doek             | 58 × 78                        | particuliere collectie (1991)                                                                     | 62   |
|            | Kust bij maanlicht, groot zeilschip rechts en boer met vee links                                                         |               |                                           | paneel           | ? × ?                          | particuliere collectie (1991)                                                                     | 63   |
|            | Schepen bij ondergaande zon met wilde lucht                                                                              |               | L.Verschuier                              | doek             | 38 × 49,5                      | particuliere collectie (1982)                                                                     | 64   |
|            | Schepen aan de kust bij ondergaande zon                                                                                  |               |                                           | doek (?)         | 54,5 × 64,5                    | particuliere collectie (1980)                                                                     | 65   |
|            | Riviergezicht met schepen aan de kust                                                                                    |               |                                           | paneel           | 31 × 41                        | particuliere collectie (1999)                                                                     | 66   |
|            | Walvisvangst door een Rotterdamse walvisvaarder                                                                          |               | LVerschuier                               | doek (brunaille) | 67 × 93                        | Rotterdam, Museum Rotterdam inv. 11014                                                            | 67   |
|            | Walvisvangst door een Rotterdamse walvisvaarder                                                                          |               |                                           | doek (brunaille) | 67,3 × 94,2                    | particuliere collectie (1995)                                                                     | 68   |
|            | Walvisvangst door een Rotterdamse walvisvaarder                                                                          |               |                                           | doek (brunaille) | 59 × 71                        | Mora (Zweden), Zornsamlingarna (Zorn Collections)                                                 | 69   |
|            | Kerkinterieur |               | LV                                        | paneel           | 49 × 38                        | onbekend (1966)                                                                                   | 70   |
|            | Interieur van de Laurenskerk in Rotterdam                                                                                | ca. 1655-1665 | Lvs                                       | doek             | 65,5 × 81                      | Rotterdam, Museum Rotterdam inv. 66798                                                            | 71   |
|            | Interieur van de Laurenskerk in Rotterdam                                                                                |               |                                           | ?                | ? × ?                          | particuliere collectie                                                                            | 72   |
|            | De Grote Brand van Londen in 1666                                                                                        |               | L.Verschuier                              | doek             | 92,5 × 148,5                   | Boedapest, Museum voor Schone Kunsten                                                             | 73   |
|            | Komeet boven Rotterdam (De grote komeet van 1680)                                                                        |               | Lverschuier                               | paneel           | 25,5 × 32,5                    | Rotterdam, Museum Rotterdam inv. 11028-A-B                                                        | 74   |

## Tekeningen
| Afbeelding | Titel                                         | Datering | Signatuur    | Materiaal                                | h × b (cm)  | Verblijfplaats                                | cat. |
| ---------- | --------------------------------------------- | -------- | ------------ | ---------------------------------------- | ----------- | --------------------------------------------- | ---- |
|            | Verschijning van een komeet, 26 december 1680 | 1680     |              | pen in zwart, penseel in grijs           | 31,5 × 37,6 | Rotterdam, Museum Rotterdam                   | 77   |
|            | Een strand aan de Afrikaanse kust met schepen |          |              | oost-indische inkt                       | 22,5 × 36,0 | Brussel, Koninklijke Musea, collectie De Grez | 78   |
|            | Italiaanse (?) haven met schepen              |          | L. Ver... 53 | pen in bruin en zwart, gewassen in grijs | 27,5 × 41,9 | particuliere collectie (1977)                 | 79   |

## Twijfelachtige en verworpen toeschrijvingen
| Afbeelding | Titel                                                           | Datering | Signatuur             | Drager | h × b (cm)   | Verblijfplaats                  | cat. |
| ---------- | --------------------------------------------------------------- | -------- | --------------------- | ------ | ------------ | ------------------------------- | ---- |
|            | Door Egbert van der Poel (?): De Grote Brand van Londen in 1666 |          |                       | paneel | 89,7 × 151,6 | Londen, Kensington Palace       | 75   |
|            | Toeschrijving twijfelachtig: De vloot van de grote keurvorst    |          | L.Verschuier 1684 (?) | doek   | 164 × 244    | Berlijn, voorheen Slot Monbijou | 76   |